# Віконт Ґейдж

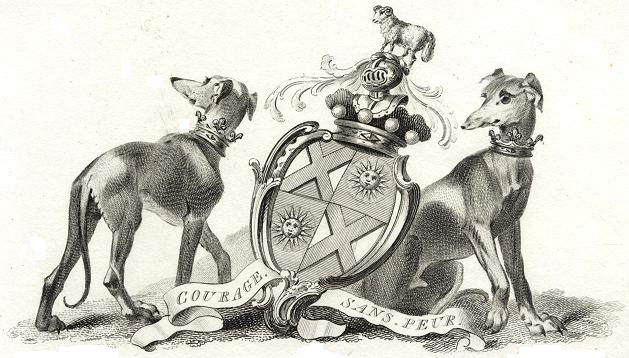
Герб віконтів Ґейдж.

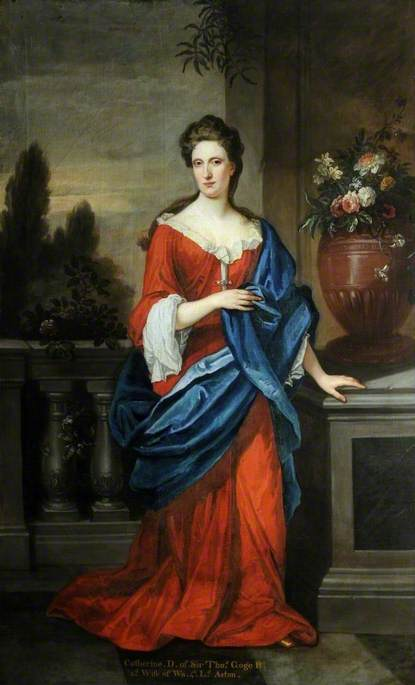
Кетрін Гейдж, пізніше леді Астон - дочка сера Томаса Гейджа – ІІ баронета Ґейдж.

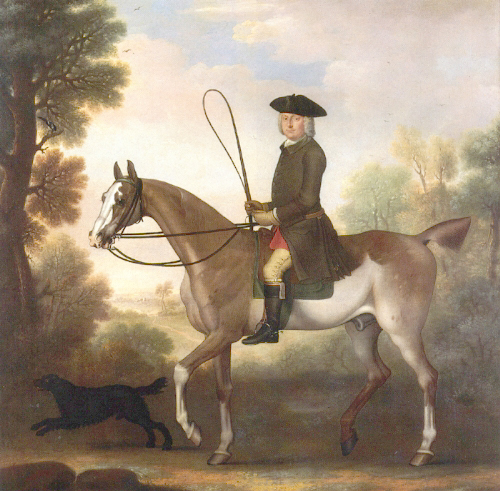
Томас Ґейдж – І віконт Ґейдж. 1743 рік. Портрет худ. Джеймса Сеймура.

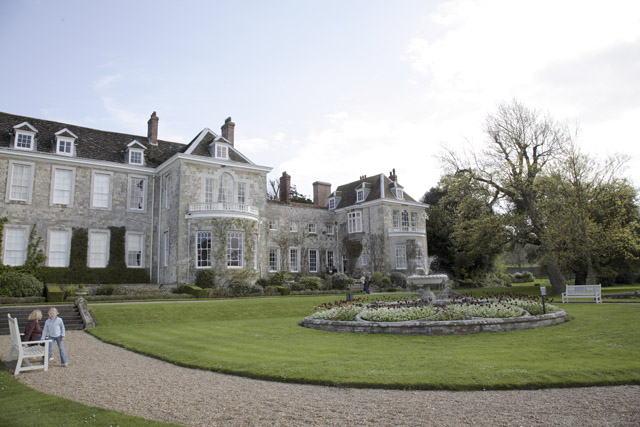
Герб віконтів ҐейМаєток Фірл-Плейс.

Віконт Ґейдж (англ. - Viscount Gage) – аристократичний титул в перстві Ірландії. 

## Історія віконтів Ґейдж
Титул віконтів Ґейдж з Кастл-Айленда, що в графстві Керрі був створений в перстві Ірландії в 1720 році для Томаса Ґейджа. Одночасно для нього був створений титул барон Ґейдж з Кастлбара, що в графстві Мейо в перстві Ірландії. У 1744 році він успадкував титул баронета Фірл-Плейс від свого двоюрідного брата. Томас Ґейдж (1695 – 1754) був британським землевласником і політиком. Був депутатом парламенту у 1717 – 1754 роках, належав до партії вігів. Він був старшим сином Джозефа Ґейджа із замку Ширберн та Елізабет Пенрадок – дочки і спадкоємиці сера Джорджа Пенраддока. Він успадкував маєтки свого тестя Хай-Медоу в 1714 році. Він навернувся до Англіканської церкви в 1715 році, щоб йому дозволити бути депутатом парламенту. Отримавши титул віконта він мав право засідати в палаті лордів парламенту Ірландії, але він волів бути депутатом палати громад Великобританії. У 1717 році він став першим спонсором Королівської музичної академії, створив Лондонську оперну групу, що виконувала твори Генделя. Томас Гейдж був обраний депутатом Палати громад парламенту Великобританії від Тьюксбері на проміжних виборах 25 жовтня 1721 року і знову був обраний на загальних виборах 1722 року. На своїй першій сесії цього парламенту він виголосив кілька промов проти спеціального податку на католиків. У квітні 1727 року він висловився щодо закону про кредити. Його знову обрали на загальних виборах 1727 року. Він викрив шахрайський продаж маєтків Дервентуотер 31 березня 1732 року, і згодом за це отримав винагороду в розмірі 2000 фунтів стерлінгів. На загальних виборах 1734 року його знову обрали депутатом парламенту від Тьюксбері. У 1736 році він запропонував законопроєкт щодо запобігання таємним шлюбам, але цей законопроєкт  був відхилений. 23 квітня 1744 року його двоюрідний брат – сер Вільям Ґейдж – VII баронет Ґейдж помер, не залишивши дітей, і Томас Ґейдж успадкував баронетство та родинний маєток Фірл-Плейс. Покійним батьком сера Вільяма був дядько Гейджа - сер Джон Гейдж – IV баронет, шериф Сассекса. Основною лінією сім’ї, аж до VII баронета, були римо-католицькі відступники, які придбали баронетство у короля Якова I, і Томас Ґейдж спокійно повернувся до римо-католицтва, хоча його діти виховувалися в Англіканській церкві. На загальних виборах 1747 року його знову обрали депутатом в Тьюксбері і приєдналися до опозиції. У 1747 році він отримав посаду управителя двору Фредеріка – принца Уельського і займав цей пост до 1751 року. Вперше він одружився 3 жовтня 1713 року з Бенедиктою Марією Терезою Холл - дочкою і спадкоємицею Генрі Бенедикта Холла з Хай-Медоу, Глостершир та його дружини Френсіс Фортескю. Завдяки шлюбу з Бенедиктою Томас придбав багаті маєтки в Глостерширі в 1714 році, включаючи будинок Хай-Медоу, який став його основною резиденцією, і синекуру Вердерера з Лісу Дін. Їхній шлюб, хоча, на жаль, нещасливий, все ж дав життя двом синам і одній дочці. Бенедикта померла в Брістолі 25 липня 1749 року і була похована 30 липня 1749 року в Ньюленді, графство Глостер. Томас одружився вдруге з Джейн Бонд через рік після смерті Бенедикти. Джейн Бонд була дочкою «одного Годфрі» та вдови Генрі Джерміна Бонда, есквайра.  Дітей у них не було. Решту життя Томас займався впорядкуванням маєтку та колекціонуванням картин. Вибори 1754 року він програв кандидатам які обіцяли виділити величезні суми грошей на ремонт доріг.   
Родина аристократів Ґейдж походить від Джона Ґейджа, що отримав титул баронета Ґейдж з Фірл-Плейс, що в графстві Сассекс в баронетстві Англії 26 березня 1622 року. Його правнук – VII баронет Ґейдж був депутатом парламенту і представляв Сіфорд. Титул успадкував його двоюрідний брат Томас Ґейдж, що став VIII баронетом Ґейдж, отримав титул Віконта Ґейдж. Він став депутатом парламенту і представляв Майнхед та Тьюксбері. Потім він отримав посаду губернатора Барбадосу. Його другий син – Томас Ґейдж був відомим військовим діячем – воював в Америці в часи війни за незалежність США на боці Англії. 
Титул віконта Ґейдж успадкував його старший син, що став ІІ віконтом Ґейдж. Він був обраний депутатом Палати громад парламенту і представляв Сіфорд. Отримав посаду розпорядника пенсій. У 1780 році він отримав титул барона Ґейдж з Фірл, що в графстві Сассекс в перстві Великобританії для нього і для його нащадків чоловічої статі. У 1790 році він отримав титул барона Ґейдж з Хай-Медоу, що в графстві Глостер в перстві Великобританії для нього і для його племінника і спадкоємця Генрі – старшого сина його молодшого брата – сера Томаса Ґейджа. Після смерті лорда Ґейджа в 1791 році титули баронів зникли, а його племінник Генрі успадкував титули віконта, баронета та ірландські титули. Він став генерал-майором британської армії. 
На сьогодні титулом віконта Ґейдж володіє його пра-пра-правнук, що став VIII віконтом Ґейдж, успадкувавши титул від свого старшого брата в 1993 році.
Родинним гніздом віконтів Ґейдж є маєток Фірл-Плейс, що біля селища Фірл, що в Східному Сассексі.

## Баронети Ґейдж з Фірл-Плейс (1622)
- Сер Джон Ґейдж (помер 1633 р.) – I баронет Ґейдж
- Сер Томас Ґейдж (помер у 1654 р.) – II баронет Ґейдж
- Сер Томас Ґейдж (помер у 1660 р.) – III баронет Ґейдж
- Сер Джон Ґейдж (бл. 1642 – 1699) – IV баронет Ґейдж
- Сер Джон Ґейдж (бл. 1691 – 1700) – V баронет Ґейдж
- Сер Томас Ґейдж (бл. 1694 – 1713) – VI баронет Ґейдж
- Сер Вільям Ґейдж (1695 – 1744) – VII баронет Ґейдж
- Сер Томас Ґейдж (помер у 1754 р.) – VIII баронет Ґейдж (нагороджений титулом віконт Ґейдж у 1720 р.)

## Віконти Ґейдж (1720)
- Томас Ґейдж (помер у 1754 р.) – І віконт Ґейдж
- Вільям Холл Гейдж (1718 – 1791) – ІІ віконт Ґейдж
- Генрі Ґейдж (1761 – 1808) – ІІІ віконт Ґейдж
- Генрі Холл Ґейдж (1791 – 1877) – IV віконт Ґейдж
- Генрі Чарльз Ґейдж (1854 – 1912) – V віконт Ґейдж
- Генрі Рейнальд Ґейдж (1895 – 1982) – VI віконт Ґейдж
- Джордж Джон Сент-Клер Гейдж (1932 – 1993) – VII віконт Ґейдж
- (Генрі) Ніколас Ґейдж (1934 р. н.) – VIII віконт Ґейдж

Спадкоємцем титулу є син теперішнього власника титулу його ясновельможність Генрі Вільям Ґейдж (1975 р. н.).